# Guillaume Ledoux
Guillaume Ledoux est un musicien et peintre français né le 26 décembre 1970 à Châteauroux. Il a formé les groupes  Zéro de conduite et  Blankass.

## Biographie
En 1981, il forme le groupe Zéro de conduite, avec son frère Johan, son copain Franck Leblanc et sa cousine Anne-Sophie. Ils tournent alors sur quelques scènes locales jusqu'à une rencontre improbable avec Jeffrey Lee Pierce sur le quai d'une gare. Le chanteur de The Gun Club insiste pour qu'ils jouent avec lui au Printemps de Bourges. Ils ouvriront alors des concerts de The Gun Club et U2 alors que leur moyenne d'âge est d'environ 12 ans.
En 1984, le groupe signe chez RCA Records. En mars de la même année, Joe Strummer les choisit pour la première partie des Clash, à Paris Baltard. Suivront des dizaines et des dizaines de concerts des deux côtés de l'atlantique, des rencontres et collaborations avec The Inmates, Johnny Thunders, Lords of the new Church ou encore Serge Gainsbourg…
En 1990, Guillaume et Johan forment un nouveau groupe, Blankass, qui mêle influences rock, folk et chanson, instruments électriques et traditionnels… Après 200 concerts dans toutes sortes de lieux, en France, Belgique, Allemagne, Hollande, Algérie, le premier album sort en janvier 1996, et le premier single, La couleur des blés passe sur les radios. Le groupe est nommé aux Victoires de la musique en révélation musicale de l'année et l'album se vend à plus de 150 000 exemplaires. Suit une tournée de 150 dates. 
En 1998, deuxième album L'Ère de rien, et nouvelle nomination aux Victoires, cette fois dans la catégorie Groupe de l'année. Les Blankass vont alors enchaîner tournées et albums avec L'homme-fleur, Elliott', et plus récemment, Un concert, le premier Live du groupe, accompagné d'un DVD mêlant archives, clips et concert…
Dès 2005, pendant l'enregistrement d'Elliott, Guillaume commence à composer et écrire des œuvres plus personnelles, plus proche de son goût de la chanson française et de son amour pour Trenet, Gainsbourg, Perret, Brel, etc. En 2008, il commence une tournée sur avec ce projet, en collaboration avec son éditeur, Strictly-Confidential, et de son pianiste, Cédric Milard.
Son premier EP acoustique sort en digital en avril 2010 sur toutes les plateformes de téléchargement légal, via le label Idol, il comprend 6 titres dépouillés, dont le À terre, inspiré par la vie de son ami Fabrice Bénichou... En attendant l'album Les à-peu-près, Guillaume continue à se produire un peu partout en France avec son groupe Blankass.
Guillaume peint également des tableaux sur lesquels on trouve des gros bonhommes. Les deux personnages récurrents de ses peintures sont Le gros Mathieu et Monsieur Roger.